# Rio Cârligele (Sadu)
O Rio Cârligele é um rio da Romênia, afluente do Sadu, localizado no distrito de Sibiu.